# Serrat de Sant Miquel (Pinell de Solsonès)
|  | Aquest article tracta sobre la muntanya de Pinell de Solsonès. Vegeu-ne altres significats a «Serrat de Sant Miquel (desambiguació)». |

El Serrat de Sant Miquel és una muntanya de 733 metres que es troba al municipi de Pinell de Solsonès, a la comarca del Solsonès.